# Oman
Oman (arabă عمان ʻUmān), oficial Sultanatul Oman (arabă: سلطنة عمان Salṭanat ʻUmān), este o țară arabă, în sud-vestul Asiei pe coasta de sud-est a Peninsulei Arabe. Are o poziție strategică importantă la gura Golfului Persic. Se învecinează cu Emiratele Arabe Unite la nord-vest, Arabia Saudită la vest și Yemen la sud-vest și, de asemenea, are frontiere maritime cu Iran și Pakistan. Coasta este formată din Marea Arabiei la sud-est și Golful Oman în nord-est. Enclavele Madha și Musandam sunt înconjurate de Emiratele Arabe Unite la frontierele lor terestre, coasta enclavei Musandam este formată de Strâmtoarea Ormuz și Golful Oman. 
Din secolul al XVII-lea, Omanul a avut propriul imperiu, și s-a întrecut cu Portugalia și Marea Britanie pentru influență în Golful Persic și Oceanul Indian. La apogeu, în secolul al XIX-lea, influența și controlul Omanului s-au extins peste strâmtoarea Hormuz în Iran, și Pakistanul de azi, și până în sud, în Zanzibar (astăzi parte din Tanzania). Deoarece puterea sa a scăzut în secolul al XX-lea, sultanatul a intrat sub influența Marii Britanii, deși Oman nu a făcut niciodată parte, în mod oficial, din Imperiul Britanic, sau din protectoratul britanic. Religia oficială este Islamul.
Omanul este o monarhie absolută, în care Sultanul Omanului își exercită autoritatea supremă, dar parlamentul are anumite puteri legislative și de supraveghere. Omanul este membru al Consiliului de Cooperare al Golfului, ONU, Organizația Cooperării Islamice și Liga Arabă. Are legături politice și militare strânse cu Marea Britanie și Statele Unite ale Americii. Omanul, în comparație cu vecinii săi, dispune de rezerve de petrol modeste, clasându-se pe locul 25 la nivel global. Cu toate acestea, în 2010, PNUD a clasat Omanul ca națiunea cea mai îmbunătățită în ultimii 40 de ani la nivel global. În plus, Omanul este clasificat ca o economie cu venituri ridicate și a 59-a cea mai pașnică țară din lume.

## Istorie
Din sec. VI î.Hr., până la sosirea islamului în sec al VII-lea d.Hr. Oman a fost controlat și/sau influențat de trei dinastii persane: Ahemenida, Parta și Sassanida. Dinastia Ahemenida, a controlat, în sec. VI - IV î.Hr., peninsula Oman. Controlul a fost cel mai probabil exercitat din zona centrală de coastă, asemenea Sohar. În apropierea anului 250 d.Hr. dinastia Parta aduce Golful Persic sub influența lor și își extinde influența asupra întregului Oman. Deoarece ei aveau nevoie să controleze rutele comerciale din Golful Persic, Parta a stabilit garnizoane în Oman. În sec al III-lea d.Hr. Sassanizii succed Partilor și mențin teritoriul până la avansarea islamului patru secole mai târziu.

## Politică
Omanul este o monarhie absolută în care toată puterea legislativă, executivă și judiciară aparține sultanului, și în care sistemul legislativ este bazat pe legea islamica șaria. 
Consiliului Omanului este un parlament bicameral și se compune din camera superioară, Consiliul de Stat (Majlis ad-Dawlah) și camera inferioară, Consiliul Consultativ (Majlis ash-Shoura). Partidele politice sunt interzise. Camera superioară are 71 de membri, numiți de Sultan dintre cetățenii de vază ai Omanului, aceștia dispunând doar de puteri consultative. Cei 84 de membri ai Consiliului Consultativ sunt aleși prin vot direct pe un termen de 4 ani, dar Sultanul face selecțiile finale și poate negocia rezultatele alegerilor. Membrii sunt numiți pentru un mandat de 3 ani, care poate fi reînnoit o singură dată.
Sultanul Haitham ben Tariq este, de facto, prim ministru și controlează întrebările privind apărarea sau relațiile externe. Sultanul are putere absolută și emite legi prin decret. El este conducătorul cel mai longeviv din Orientul Mijlociu.

## Diviziuni administrative
Sultanatul Oman este divizat în 7 districte:
- Al Batinah
- Muscat
- A'Dhahirah
- A'Dakhliyah
- Al Sharqiyah
- Al Wusta
- Dhofar

## Geografie
Omanul este situat între paralele de 16°, respectiv 28° latitudine nordică și meridianele de 52° și 60° longitudine estică.  
Un vast deșert de pietriș acoperă partea centrala a Omanului. În același timp, de-a lungul coastei de nord și de sud-est, se află atât lanțuri muntoase cât și cele mai importante orașe: capitala Muscat, Soharand Sur în nord și Salalah în sud. Climatul Sultanatului Oman este arid și uscat în interior, în timp ce de-a lungul coastei este umid. Pe parcursul secolelor trecute, Oman a fost acoperit de apă, fapt ce este dovedit prin prezența unui număr mare de fosile care exista în înteriorul deșertului, departe de coasta curentă.  

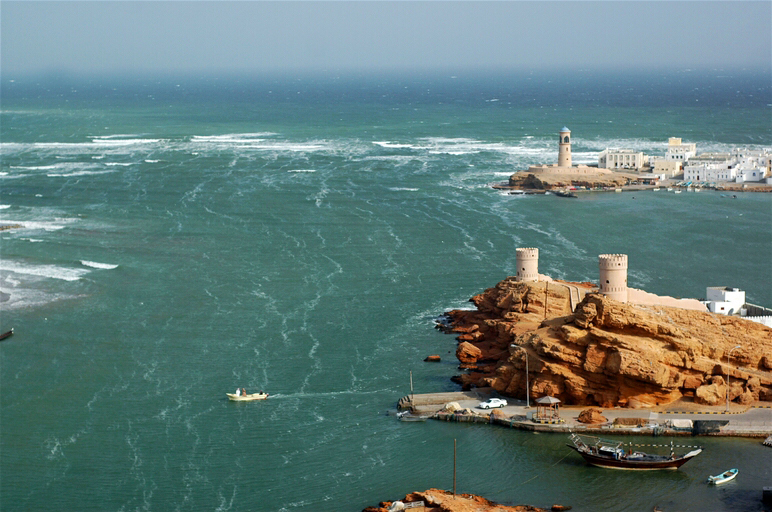
Coasta de Sur, Oman.

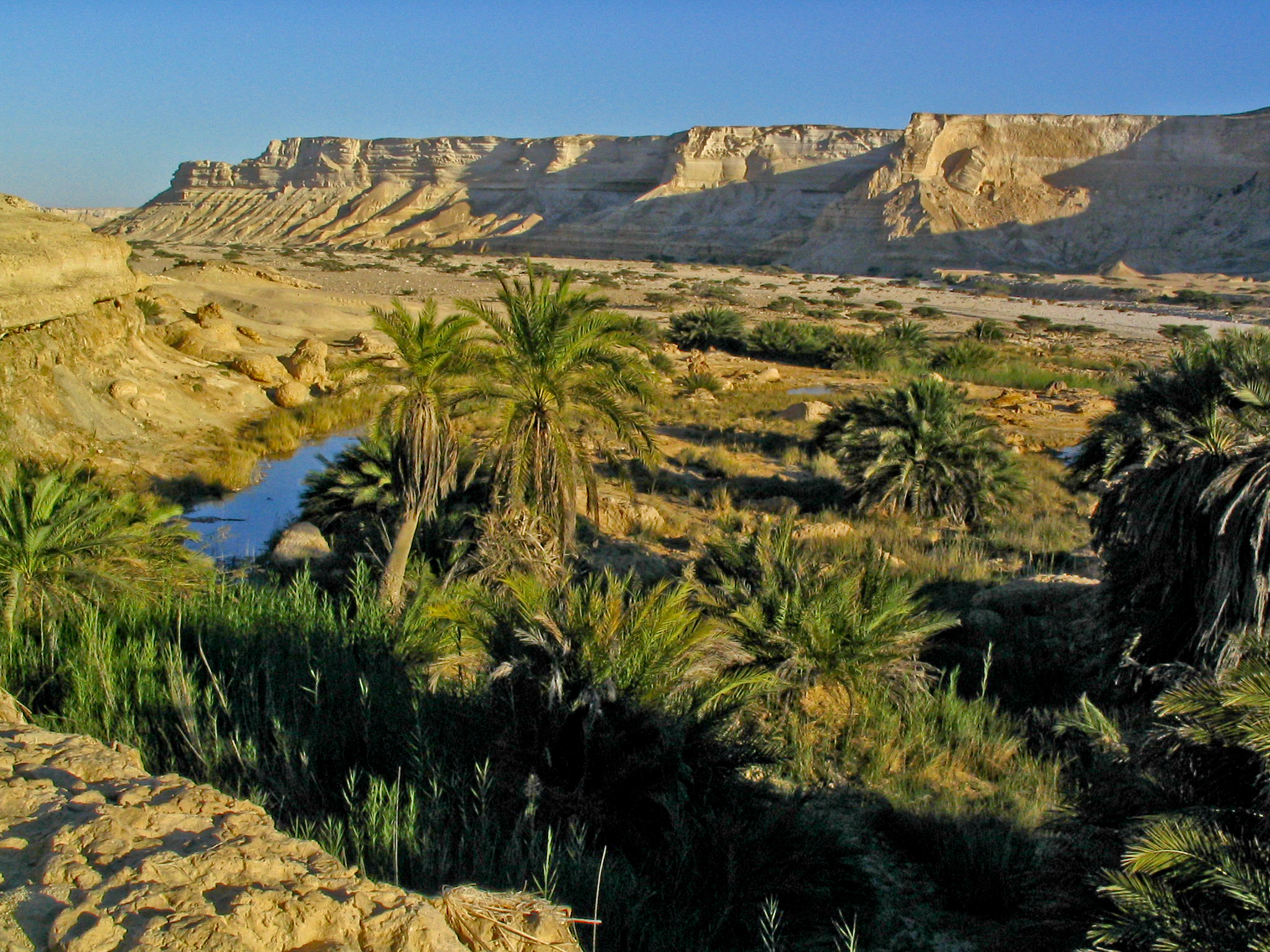
Peisaj deșertic din Oman.

## Economie

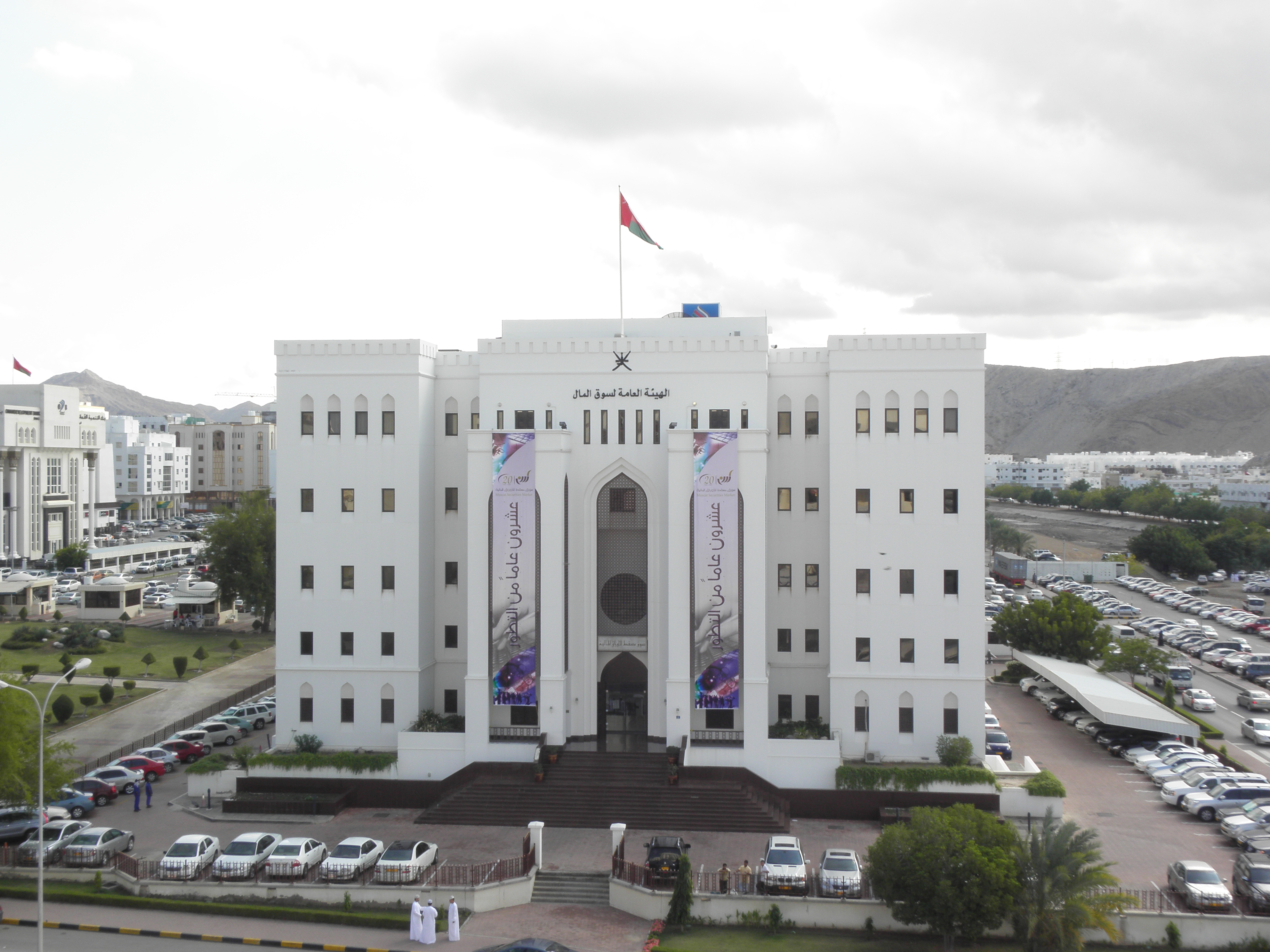
singura bursă din Oman; Marketul de Securități din Muscat

Agricultura: se cultivă curmale, citrice, tutun, grâu, porumb. Având în vedere că doar aproximativ 1% din suprafața Sultanatului Oman este cultivată, este foarte probabil ca acesta să rămână dependent de importurile alimentare.
Cetățenii Sultanatului Oman se bucură de standarde de viață ridicate, dar acest aspect este incert pe termen lung, din cauza resurselor limitate de petrol pe care Oman le deține. Pe de altă parte, agricultura și industria au o pondere mult mai mică în economie și constituie mai puțin de 1% din valoarea exporturilor. În ultimii ani, diversificarea economiei a fost o prioritate a guvernului Sultanatului Oman. De la căderea prețului petrolului în 1998, Oman a făcut eforturi în a diversifica economia, încurajând alte industrii, precum turismul.

## Demografie
În anul 2009, Sultanatul Oman avea o populație estimată la aproximativ 2.845.000 locuitori, și o densitate de 9,2 loc/km². Capitala Muscat înregistra o populație de 630.000 locuitori în 2003. Alte orașe: Nizwā, Sūr, Sodh, Marrnul, Suhār, Salalah, Mahdah ș.a. 
Compoziția etnică: arabi 88%, persani 3%, indieni, pakistanezi, negri.

### Religie
- Islam — 85,9 %, dintre care:
  - Ibadism — 45 %
  - Islamul sunit — 45 %
  - Islamul șiit — 5 %
- Creștinism — 6,5 %
- Hinduism — 5,5 %
- Budism — 0,8 %
- Iudaism < 0,1 %
- nu sunt religioși — 0,2 %[17]

Majoritatea populației Omanului este de religie musulmană. Practic toți locuitorii urmează Școala de Islam a lui Ibadi, apoi Școala Twelver Islamul șiit și școala Șafi'i a Islamului sunit. Practic, toți non-musulmanii din Oman sunt muncitori străini. Comunitățile religioase non-musulmane includ diferite grupuri de jaini, budiști, zoroastrieni, sikhși, evrei, hinduși și creștini.

## Patrimoniu mondial UNESCO
Până în anul 2011 pe lista patrimoniului mondial UNESCO au fost incluse 4 obiective din această țară.